# Wola Błędowa
Wola Błędowa – wieś w Polsce położona w województwie łódzkim, w powiecie zgierskim, w gminie Stryków.
W latach 1975–1998 miejscowość administracyjnie należała do ówczesnego województwa łódzkiego.

## Zabytki
- piętrowy klasycystyczny pałac wybudowany na planie prostokąta, zwieńczony balustradową attyką. Od frontu portyk z czterema półkolumnami doryckimi potrzymującymi trójkątny fronton; po prawej stronie dobudówka z balkonem[3].